# Kabengele Munanga
Kabengele Munanga (Bakwa Kalonji, 22 juin 1942) est un anthropologue et professeur brésilien d'origine congolaise. Il est diplômé de l'université de Lubumbashi (1969) et docteur en anthropologie de l'université de São Paulo (1977). Il a été décoré de l'Ordre du mérite culturel en 2002, par le gouvernement brésilien. Ses travaux portent essentiellement sur les discriminations subies par les afro-brésiliens. 

## Biographie
Kabengele Munanga est né à  Bakwa Kalonji au Congo belge, parmi l'ethnie des Lubas. À l'âge de dix ans, il commence sa scolarité dans des écoles coloniales catholiques. En 1964, il entre dans le cours de sciences sociales de l'université de Lubumbashi, s'inscrivant deux ans plus tard dans le cours d'anthropologie nouvellement créé.
À la fin de ses études en 1969, il a été invité à suivre une maîtrise à l'université de Louvain en Belgique, où il étudie de 1969 à 1971 et travaille comme chercheur au musée royal de l'Afrique centrale de Bruxelles. Il retourne au Congo pour terminer sa thèse, mais n'a pas pu l'achever car la domination politique de la dictature sur l'université l'en empêche.
Il part alors au Brésil, à l'invitation du professeur Fernando Mourão de l'université de São Paulo, ce qui lui permet d'obtenir son doctorat en 1977 avant de retourner au Congo. En 1980, il retourne au Brésil pour occuper la chaire d'anthropologie à l'université fédérale du Rio Grande do Norte (en). L'année suivante, il s'installe à São Paulo où il devient le premier professeur africain et le premier professeur noir à enseigner dans cette université, à la faculté de philosophie, littérature et sciences humaines. 
Il a également exercé les fonctions de directeur adjoint du Musée d'art contemporain de São Polo, directeur du Musée d'archéologie et d'ethnologie et du Centre d'études africaines de l'Université de São Polo. En 1985, il adopte la nationalité brésilienne. Depuis 2014, il est professeur invité principal à l'université fédérale de Recôncavo da Bahia et vit à Cachoeira. 

## Publications
Kabengele Munanga s'est spécialisé de l'anthropologie de la population afro-brésilienne et se concentre sur la question du racisme dans la société brésilienne.

### Livres
- Negritude - Usos e sentidos, Autêntica Editora (e-book), août 2015  (ISBN 9788582176443)
- Negritude - Usos e Sentidos, Autentica, 2015 (ISBN 978-85-8217-644-3 et 85-8217-644-9, OCLC 1243535605, lire en ligne).
- Kabengele Munanga, Rediscutindo a mestiçagem no Brasil : identidade nacional versus identidade negra, 2019 (ISBN 978-85-513-0602-4 et 85-513-0602-2, OCLC 1266905932, lire en ligne).
- Avec Abrão Slavutzky, Isildinha Baptista Nogueira, José Moura Gonçalves Filho, A cor do inconsciente, Editora Perspectiva S/A (e-book), octobre 2021  (ISBN 9786555050769)
- Abrão. Slavutzky, Kabengele Munanga, José Moura Gonçalves Filho et Heidi Tabacof, A cor do inconsciente : significações do corpo negro, 2021 (ISBN 978-65-5505-076-9 et 65-5505-076-4, OCLC 1283858365, lire en ligne).
- avec Abrão Slavutzky, A cor do inconsciente : significações do corpo negro, 2021 (ISBN 978-65-5505-076-9 et 65-5505-076-4, OCLC 1283858365, lire en ligne).